# Pittsburgh Penguins
O Pittsburgh Penguins é uma equipe profissional de hóquei no gelo que disputa a NHL. Sediado em Pittsburgh, Pensilvânia, foi uma das seis equipes criadas em 5 de junho de 1967 como parte da expansão que dobrou a liga para  a temporada 1967-68. Os Penguins conquistaram o título da Copa Stanley cinco vezes, liderados por Mario Lemieux em 1990-91 e 1991-92, e por Sidney Crosby em 2008-09, 2015-16 e 2016-17.

## História
Com o sucesso que o Pittsburgh Hornets, da AHL, teve nos anos 1960, a cidade do oeste do estado da Pensilvânia foi escolhida como sede de um dos seis novos times que entrariam na NHL para a temporada de 1967-68 — durante a década de 1920 a cidade tinha tido um representante na liga, o Pittsburgh Pirates. O nome "Penguins" ("pinguins", em português) foi decidido após eleição promovida por um jornal. O logo escolhido tinha um pinguim com um cachecol segurando um taco de hóquei em frente a um triângulo dourado que simboliza um dos principais marcos da cidade.
O elenco não era muito forte nos primeiros anos, e uma vaga para os playoffs só foi conquistada em 1972. A segunda classificação para os mata-matas veio apenas em 1975, quando o time ficou a uma vitória de se classificar para as semifinais, mas foi eliminado de maneira histórica pelo New York Islanders, depois de ter vencido os três primeiros jogos da série. Foi apenas a segunda vez na história da liga que isso aconteceu. Nesse mesmo ano, o time pediu concordata pela primeira vez, mas um grupo de investidores salvou-o da falência.
Em janeiro de 1980, os Penguins trocaram de cores, abandonando o uniforme azul e branco por um preto e dourado, as cores dos outros times da cidade (Pirates, de beisebol, e Steelers, de futebol americano), que tinham conquistado títulos em 1979. O Boston Bruins protestou contra a mudança, alegando que detinha o monopólio dessas cores, mas os Penguins contra-argumentaram que já houvera outro time em Pittsburgh que usava preto e dourado, por isso a liga permitiu a mudança.
Em 1982-83 e 1983-84, o time teve a pior campanha da liga, e problemas financeiros geravam especulações de mudança de cidade ou mesmo falência. Mas a recompensa após a lanterna em 1984 foi o direito de recrutar o fenômeno franco-canadense Mario Lemieux. Apesar de ofertas generosas de outros times pela escolha no recrutamento, o gerente geral Ed Johnston decidiu não trocar a escolha.
Lemieux não demorou a dar a primeira alegria à torcida: marcou seu primeiro gol no seu primeiro turno de seu primeiro jogo na NHL. Apesar do talento do garoto, que conquistou em 1984-85 o Troféu Memorial Calder, dado ao melhor novato da liga, o resto do time não era grande coisa, e os Penguins só se classificariam aos playoffs com Lemieux em 1988-89, quando perderam na segunda fase para o rival estadual Philadelphia Flyers. Nessa temporada, Lemieux conquistou pela segunda vez o Troféu Art Ross, dado ao artilheiro da temporada, com o maior total de sua carreira: 199 pontos.

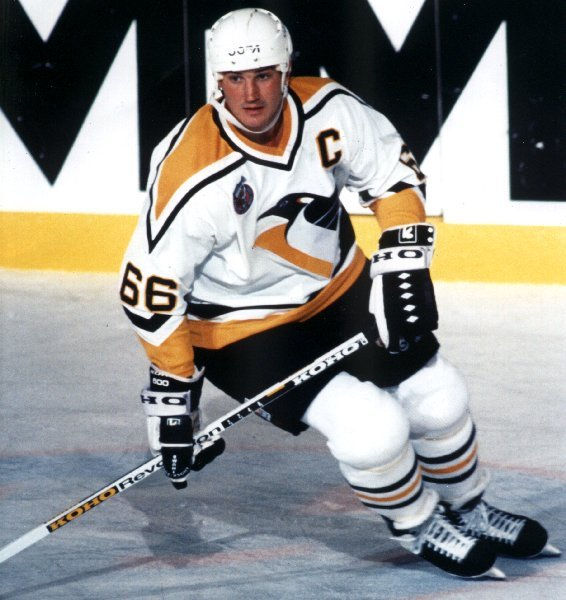
Mario Lemieux liderou os Penguins para dois títulos da Copa Stanley, e anos mais tarde se tornaria dono da equipe.

Em 1990-91, algumas contratações pagaram dividendos quase que imediatamente: Mark Recchi chegou do time de baixo, Bryan Trottier assinou como agente livre e Joe Mullen, Larry Murphy, Ron Francis e Ulf Samuelsson vieram por meio de trocas e ajudaram o time a conquistar a primeira Copa Stanley de sua história, com a vitória por 4-2 na série final, sobre o Minnessota North Stars. Na temporada seguinte, sob o comando técnico de Scotty Bowman — Bob Johnson, que comandara o time na conquista, morreu de câncer —, veio o bicampeonato, com uma varrida sobre o Chicago Blackhawks na final.
Embora ao longo dos anos 90 os Penguins tenham mantido um esquadrão forte, o sucesso na pós-temporada ficou limitado a esses dois anos. Em 1992-93, depois de fazerem a melhor campanha na temporada regular, foram eliminados traumaticamente pelos Islanders, no sétimo jogo, em uma grande zebra. Em 1995-96, depois de uma campanha com números ofensivos expressivos — foi estabelecido o recorde da franquia para períodos consecutivos marcando gols, com 22 —, a eliminação traumática veio nas mãos do Florida Panthers, time fundado apenas três anos antes, nas finais de conferência, também em sete jogos.
Após a temporada seguinte, Lemieux anunciou sua aposentadoria, mas o time continuou conquistando Troféus Art Ross com Jaromir Jagr, tcheco que tinha tido um papel limitado nas Copas Stanley do início da década, mas que depois assumiu a liderança do time com muitos gols. Em 1998-99, ele foi um dos principais responsáveis pela zebra na primeira fase dos playoffs, quando os Penguins, oitavos colocados no Leste, eliminaram o primeiro colocado New Jersey Devils em sete jogos. Em 2000-01, outra campanha surpreendente, com a chegada às finais de conferência, de novo contra os Devils. Desta vez, o time de Martin Brodeur levou vantagem e chegou à decisão depois de cinco jogos.
A situação financeira do time começava a melhorar depois de um segundo pedido de concordata, em 1999, mas a situação geral da liga impedia que um time em um estádio velho — a Mellon Arena é de 1961 — competisse monetariamente com times com mais recursos. Com isso, as poucas estrelas foram, aos poucos, sendo praticamente vendidas para outros times. O primeiro a sair foi Jagr, para o Washington Capitals. Outro nome digno de destaque que saiu nas mesmas condições foi Alexei Kovalev. A diferença é que Jagr pediu para ser trocado, enquanto a decisão quanto a Kovalev foi tomada pelo então gerente geral Craig Patrick.
Com isso, começou uma decadência do time, que ficou na lanterna da Divisão Atlântico por quatro anos seguidos (a temporada de 2004-05 foi cancelada devido a um locaute). Ao menos, isso valeu escolhas altas no recrutamento, junto com um lance de sorte na loteria que definiu as posições para o recrutamento pós-locaute, em agosto de 2005: os Penguins tiveram direito à primeira escolha e selecionaram um novo fenômeno, desta vez de Ontário: Sidney Crosby, que se tornaria o novato a acumular mais pontos com a camisa do time, superando até mesmo o reverenciado Lemieux.
Mesmo com a injeção do talento de Crosby, o time só voltou a se classificar para os playoffs em 2006-07, quando foi eliminado pelo Ottawa Senators em cinco jogos. Apesar disso, a temporada foi considerada um sucesso, já que o time, formado basicamente por jovens jogadores, conquistou 105 pontos, a segunda melhor campanha da história da franquia. Ao final da temporada, Crosby foi anunciado como o novo capitão do time, tornando-se, pouco antes de completar 20 anos, o capitão mais jovem da história da NHL.

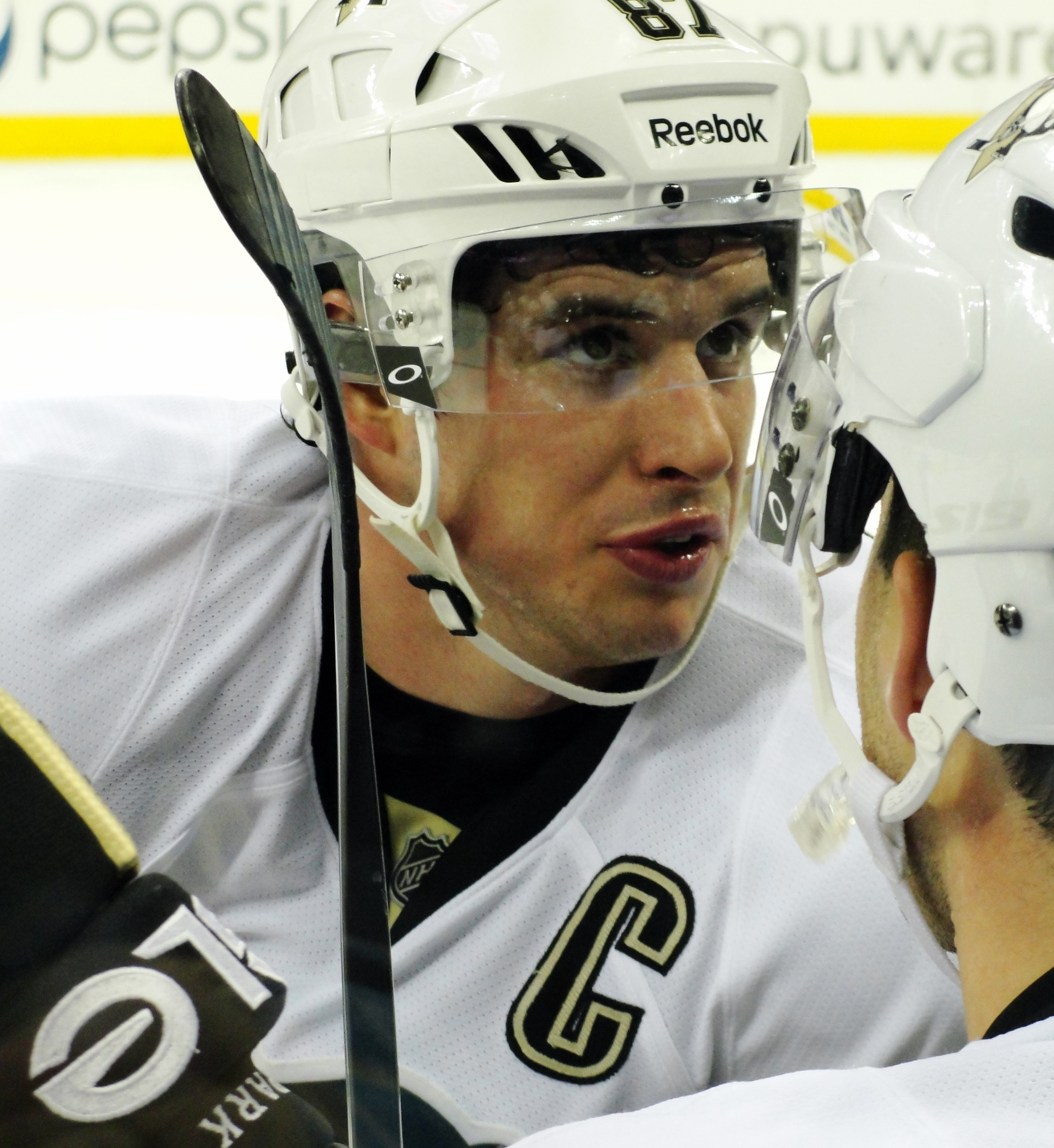
Sidney Crosby é o atual capitão da equipe, tendo liderado os Penguins para três títulos e quatro finais.

Em 2007-08 os Penguins novamente se classificaram para os playoffs, desta vez credenciados pela segunda melhor campanha do Leste e pelo título da Divisão Atlântico. Depois de eliminar Senators, New York Rangers e Flyers, chegou à final para enfrentar o campeão do Oeste, Detroit Red Wings. Com duas péssimas atuações do ataque nos dois primeiros jogos (derrotas por 4 a 0 e 2 a 0), os Wings pularam na frente e ficaram com o título depois de seis partidas. No ano seguinte, entretanto, as duas equipes encontraram-se novamente nas finais, mas desta vez os Penguins prevaleceram depois de sete jogos, conquistando seu terceiro título, depois de um jejum de 17 anos.
Após a temporada 2009-10 o time deixou a Mellon Arena e mudou-se para o Consol Energy Center para a temporada seguinte. As temporadas de 2010-11 e 2011-12 foram recheadas de contusões de jogadores dos Penguins, mas o time conseguiu fazer boas campanhas na temporada regular. Entretanto, nos playoffs foi eliminado na primeira fase em ambos os anos, primeiro pelo Tampa Bay Lightning, em sete jogos, e depois pelos arquirrivais Flyers em seis.
Durante a Temporada 2012-13 da NHL a equipe obteve grande destaque no Leste e fez contratações de impacto, como Jarome Iginla e Brenden Morrow. Mas, mesmo com um grande elenco no papel e terminando em primeiro lugar no Leste, o time foi eliminado nas finais de conferência, ao perder para o Boston Bruins por 4 a 0.
Em 2013-14, os Penguins foram campeões da recém-formada Divisão Metropolitana. Nos playoffs, a equipe enfrentou o Columbus Blue Jackets e venceu em seis jogos, mas caiu na fase seguinte, frente ao New York Rangers em sete jogos, mesmo após abrir 3 a 1 nas quatro primeiras partidas. Em 2014-15, diversas baixas no plantel por lesões e doenças levaram a dificuldades para os Penguins conseguirem manter sua sequência de pós-temporadas, resultando em apenas a última vaga do Leste e uma derrota na primeira rodada para o Rangers.
Para 2015-16, os Penguins se prepararam logo na pré-temporada, em especial ao adquirir Phil Kessel dos Maple Leafs. A equipe começou devagar a temporada, levando à demissão do técnico Mike Johnson, substituído por Mike Sullivan, que comandava o afiliado dos Penguins na AHL. Sullivan ajudou os Penguins a vencerem 33 dos 56 jogos restantes, fechando com 48 vitórias e a segunda melhor campanha do Leste. Nos playoffs, Pittsburgh conseguiu alcançar sua quinta final da Copa Stanley, batendo Rangers, Capitals e Lightning. Na decisão contra o San Jose Sharks, os Penguins levaram seis jogos para conquistar seu quarto título da NHL. Os Penguins tornar-se-iam o primeiro time em dezenove anos a conquistar o bicampeonato da Copa Stanley na temporada seguinte, quando bateram o Nashville Predators nas finais por 4 a 2.

## Principais atletas
| - Syl Apps Jr. - Tom Barrasso - Andy Bathgate - Michel Brière - Randy Carlyle - Paul Coffey - Sidney Crosby - Marc-André Fleury - Ron Francis |  | - Jaromír Jágr - Darius Kasparaitis - Rick Kehoe - Phil Kessel - Pierre Larouche - Mario Lemieux - Evgeni Malkin - Joe Mullen - Larry Murphy |  | - Jean Pronovost - Ron Schock - Ulf Samuelsson - Jordan Staal - Kevin Stevens - Martin Straka - Bryan Trottier - Ryan Whitney |